# Передова вулиця (Дніпро)
Вулиця Передова є однією з найдовших вулиць міста, розташована у Амур-Нижньодніпровському районі Дніпра.
Довжина вулиці — 12,1 км. Понад вулицею розташовано близько 800 будинків, найбільший номер будинку на вулиці — будинок № 816.
Уся вулиця була забудована за 10 років.
Названа після німецько-радянської війни - за переднім краєм зіткнення між радянським та німецьким військами, що приблизно проходила вздовж вулиці.
Вулиця Передова пролягає територією відразу трьох селищ — Ломівки, Єлизавето-Кам'янки та Березанівки, що відносяться до Амур-Нижньодніпровського району міста Дніпро. Вулиця Передова є продовженням амурської Симиренківської вулиці. Бере початок від межі з Амуром, якою була Вітчизняна вулиця. Початково, вулиця Передова йде ломівською місцевістю Клинчик. Передова переходить Донецьке шосе у дворівневій розв'язці. На перехресті з вулицею Широкою Передова вулиця переходить межу Ломівки й Кам'янки. Після Гуртової вулиці Передова йде по Березанівці до виходу за межі міста після перетину Куплеватого озера, виходить на обхідну дорогу з Чумаків на селище Слобожанське, що має виїзди на Житомирську вулицю та до селища Горянівського.
До другої половини 2000-х років, коли було прокладене обхідне Полтавське шосе, Передовою вулицею до повороту на Моторну вулицю йшов транзитний транспорт на Полтавський напрям, що спричиняло численні ДТП.

## Перехрестя
- Симиренківська вулиця
- Вітчизняна вулиця
- Придніпровська вулиця
- Таврійський провулок
- Інгульський провулок
- Саранська вулиця
- Поетичний провулок
- Олевський провулок
- Донецьке шосе
- вулиця Скарбна
- Клубний провулок
- Широка вулиця (автошлях Т 0404)
- Полтавське шосе (національний автошлях Н 31)
- провулок Приодинківський
- вулиця Віктора Сулими
- Водопровідна вулиця
- Казахстанська вулиця
- Водопровідний провулок
- Водопровідна вулиця
- Арктична вулиця
- Гуртова вулиця
- Східний провулок
- Петриківська вулиця
- провулок Дмитренка
- Арсенальна вулиця
- вулиця Дмитренка
- Новоставковий провулок
- Моторна вулиця
- вулиця Левка Боровиковського
- Арсенальний провулок
- Бережна вулиця
- Загірська вулиця
- Новоозерна вулиця
- Краснопільська вулиця
- Крайова вулиця
- Лужникова вулиця
- обхідна дорога Чумаки-Слобожанське на північній стороні Куплеватого озера

## Будівлі
- № 1 — Аптека;
- № 2 — АТБ-Маркет;
- № 253 — Центр художньо-естетичної творчості учнівської молоді;
- Танк Т-34-85 і масова могила воїнів та місцевих мешканців, що загинули за операції радянських військ з захоплення Дніпра у 1943 році;
- № 427 — середня школа № 115 юридичного і технічного профілю;
- № 511 — АТБ-Маркет;
- № 528а — кам'янківське відділення Укрпошти 49046;
- № 530г  — Свято-Троїцький храм;
- № 597 — березанівське відділення Укрпошти 49082;
- № 601 — середня школа № 116;
- № 671 — Дитячий садок № 393;
- № 675 — СТО Bosch Avto Service;
- № 775а — Кінно-спортивна дитячо-юнацька школа Олімпійського резерву України;
- № 800а — середня школа № 117;
- № 815 — молоко-виробничий комплекс «Катеринославський»; Raben Ukraine.

## Галерея

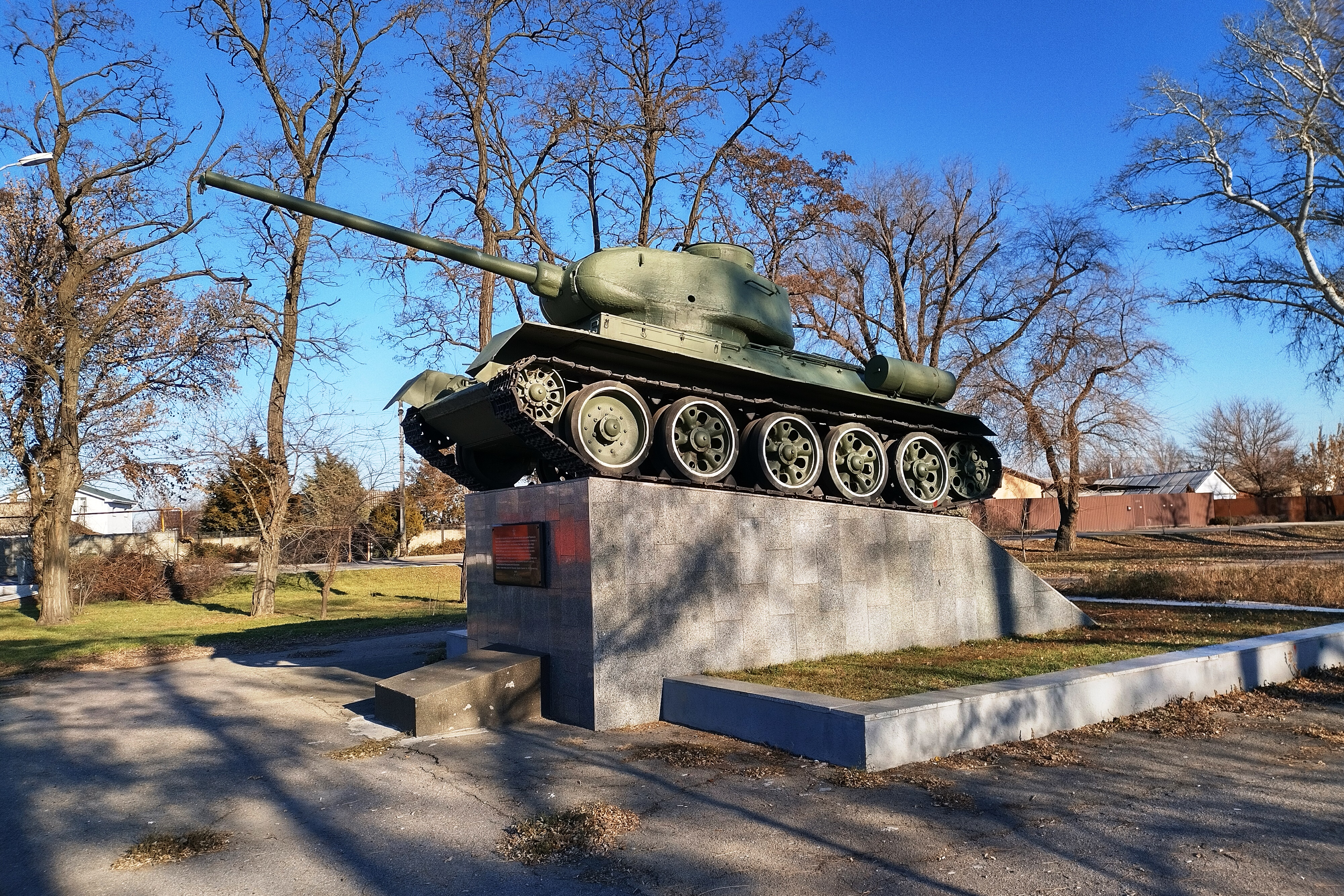
Пам'ятник танку Т-34-85 (2002)
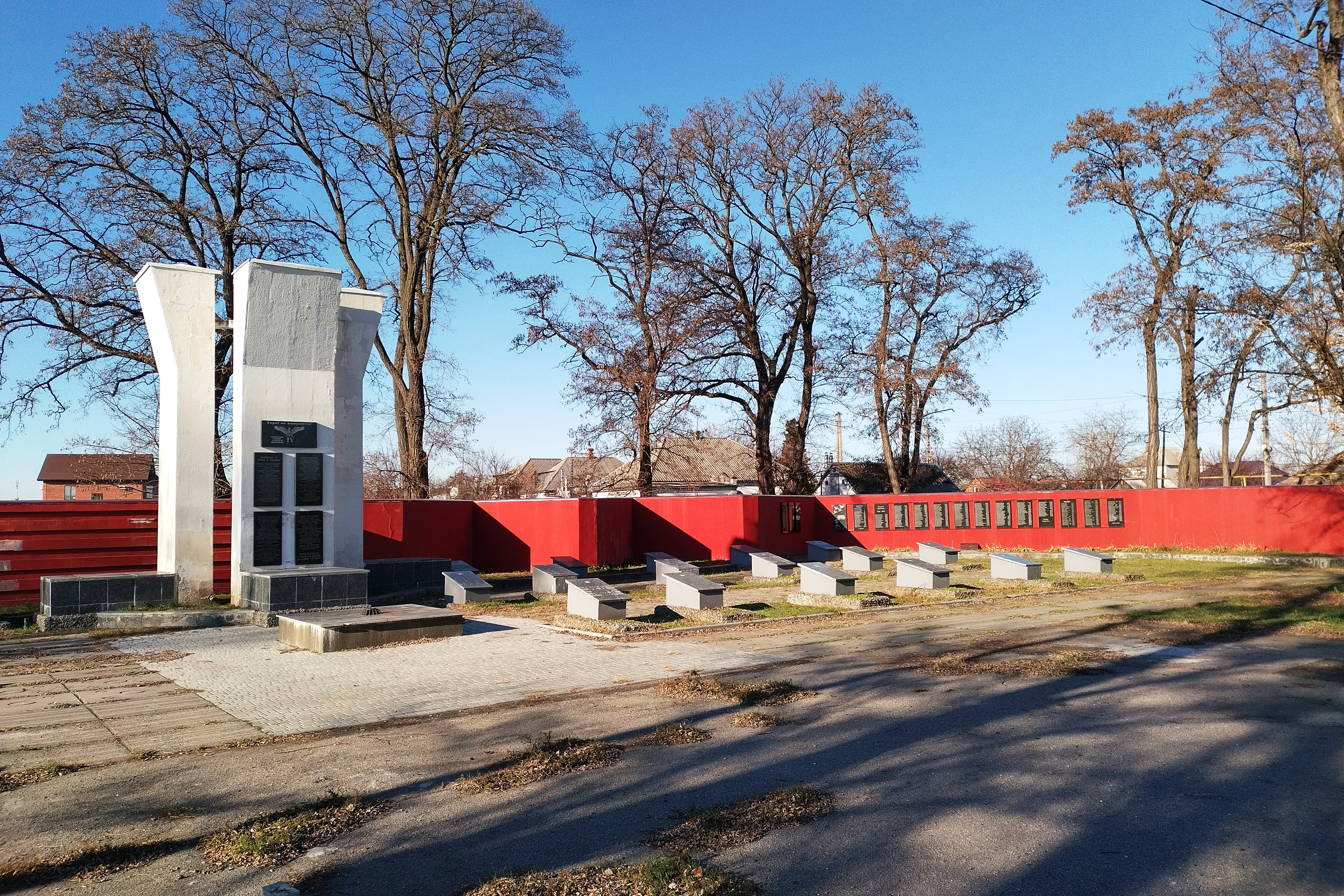
Меморіальний комплекс і військове кладовище воїнів Радянської армії, які загинули в боях за Ломівку-Кам'янку
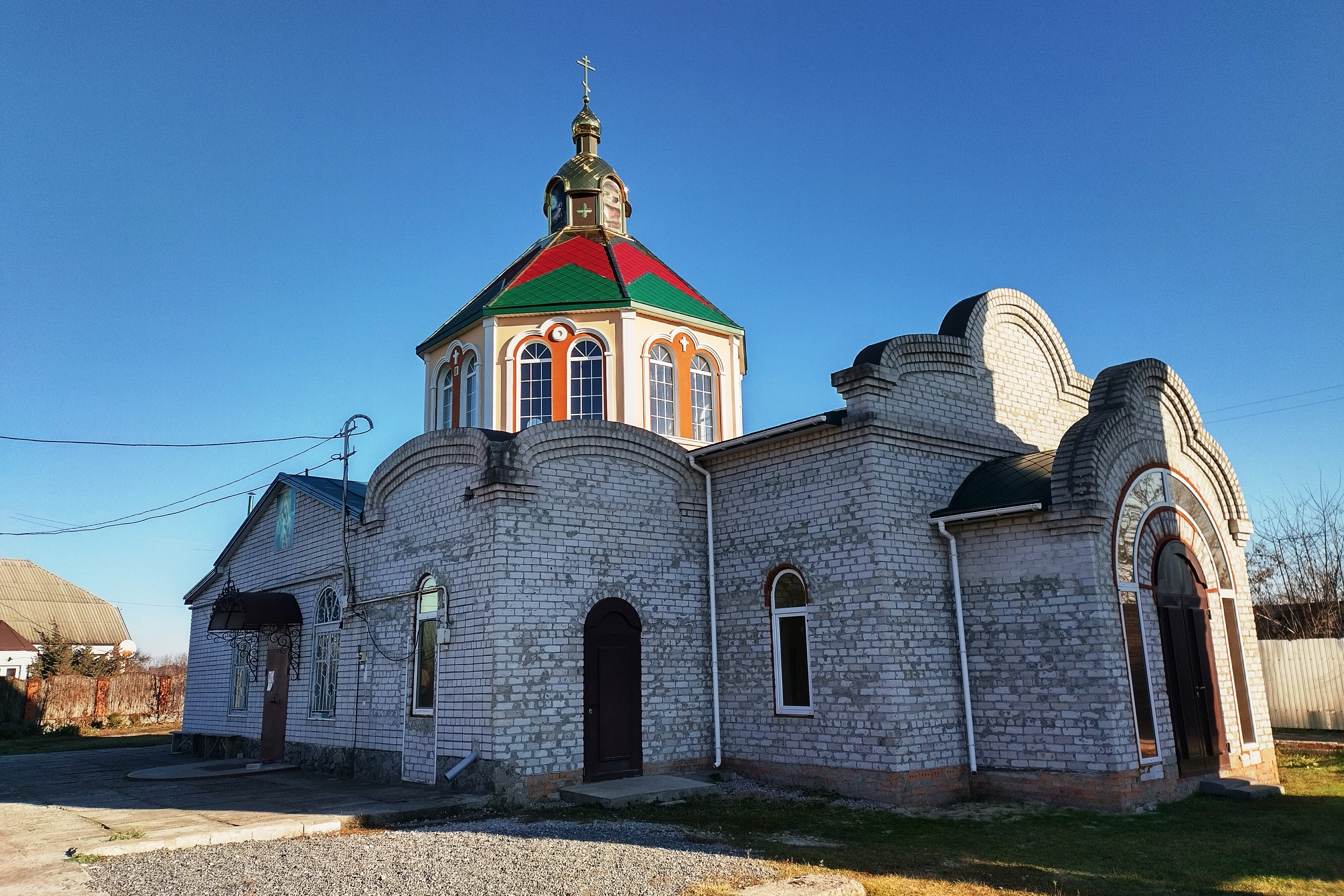
Свято-Троїцький храм
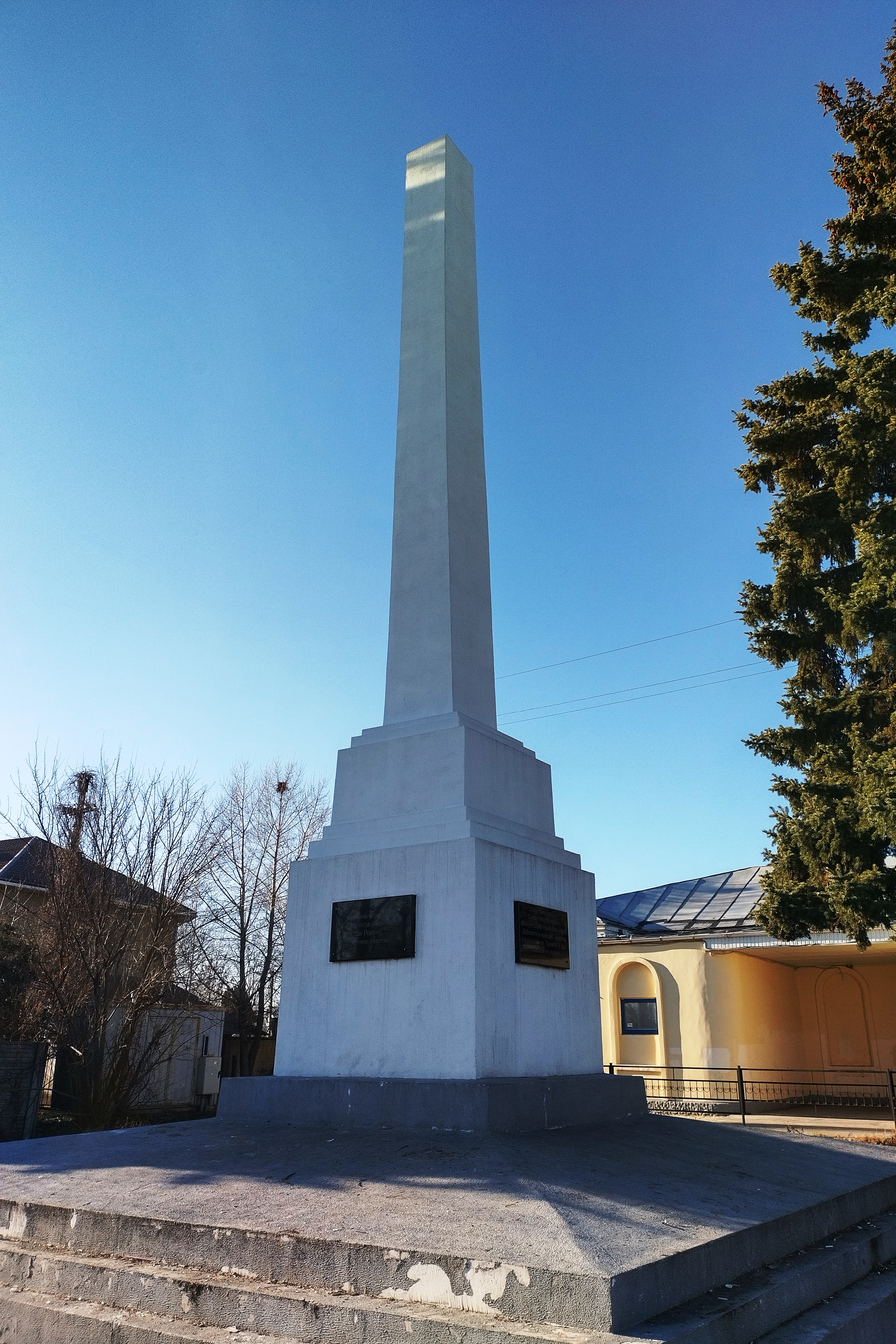
Пам'ятник на честь 50-річчя Великої Жовтневої Соціалістичної революції
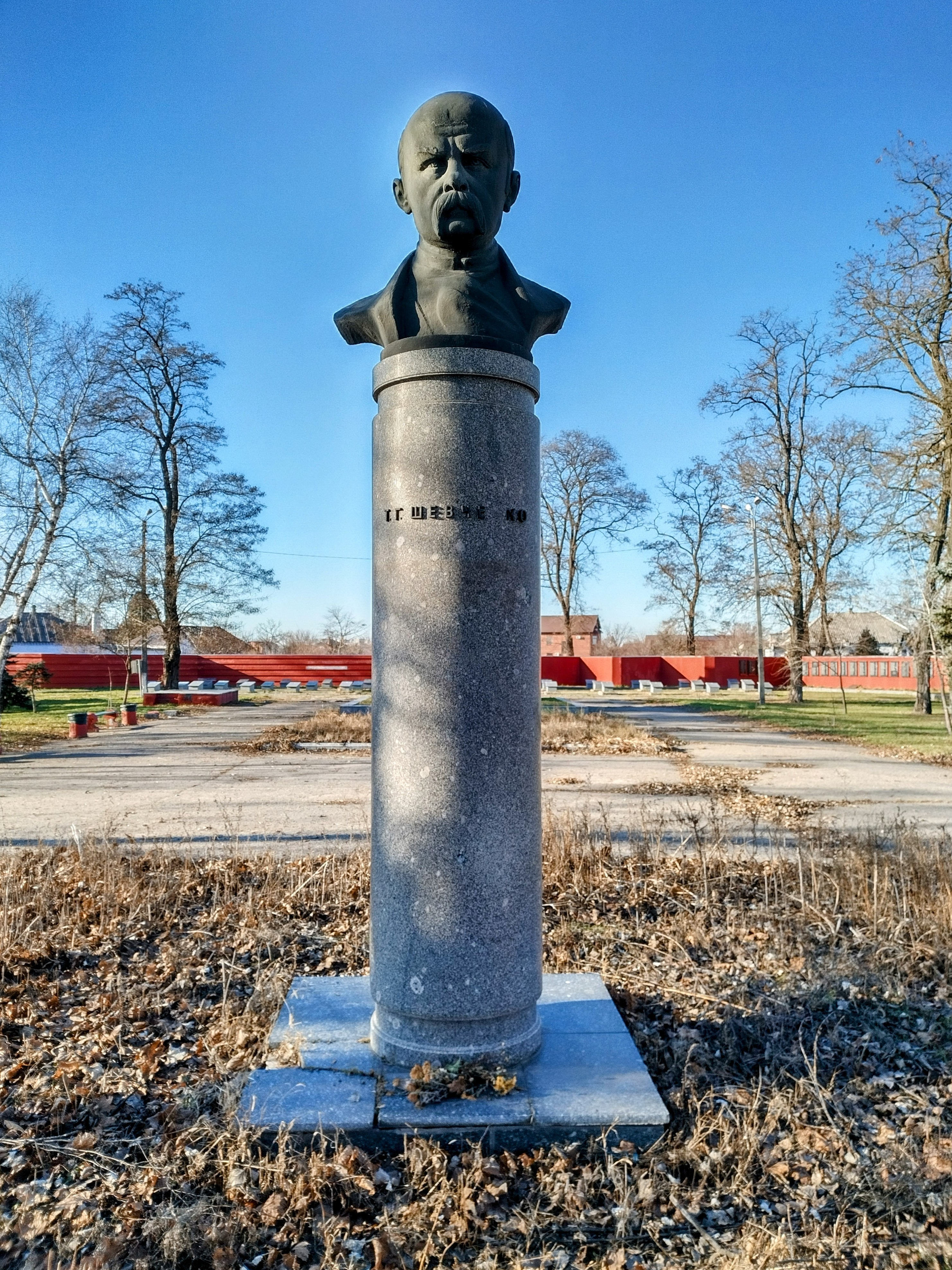
Погруддя Тарасу Шевченку